# Bachanowo (gromada)
Bachanowo – dawna gromada, czyli najmniejsza jednostka podziału terytorialnego Polskiej Rzeczypospolitej Ludowej w latach 1954–1972.
Gromady, z gromadzkimi radami narodowymi (GRN) jako organami władzy najniższego stopnia na wsi, funkcjonowały od reformy reorganizującej administrację wiejską przeprowadzonej jesienią 1954 do momentu ich zniesienia z dniem 1 stycznia 1973, tym samym wypierając organizację gminną w latach 1954–1972.
Gromadę Bachanowo z siedzibą GRN w Bachanowie utworzono – jako jedną z 8759 gromad – w powiecie suwalskim w woj. białostockim, na mocy uchwały nr 23/V WRN w Białymstoku z dnia 4 października 1954. W skład jednostki weszły obszary dotychczasowych gromad Bachanowo, Błaskowizna, Hańcza, Łopuchowo, Rutka, Szeszupka i Wodziłki ze zniesionej gminy Pawłówka w tymże powiecie. Dla gromady ustalono 10 członków gromadzkiej rady narodowej.
31 grudnia 1959 gromadę Bachanowo zniesiono, włączając ją do gromad  Pawłówka Nowa (wsie Bachanowo, Blaskowizna, Hańcza, Rutka, Szeszupka, Wodziłki i Przełomka, osadę Wróbel oraz jeziora Hańcza i Bocznel) i Smolniki (wieś Łopuchowo i osadę Cisówek oraz jezioro Linówek).